# Gud, vår Gud, från fjärran land och nära
Gud, vår Gud, från fjärran land och nära är en psalm med text skriven 1698 av Petter Dass och den bearbetades 1909 av Gustav Jensen. 1969 översattes texten till svenska av Anders Frostenson som även bearbetade den 1975. Musiken är en norsk folkmelodi från Romedal.

## Publicerad i
- Psalmer och Sånger 1987 som nr 330 under rubriken "Lovsång och tillbedjan".[1]